# Sinops kaskiensis
Sinops kaskiensis är en tvåvingeart som först beskrevs av Wayne N. Mathis 1988.  Sinops kaskiensis ingår i släktet Sinops och familjen vattenflugor.
Artens utbredningsområde är Nepal. Inga underarter finns listade i Catalogue of Life.